# العلاقات الطاجيكستانية اللاوسية
العلاقات الطاجيكستانية اللاوسية هي العلاقات الثنائية التي تجمع بين طاجيكستان ولاوس.

## مقارنة بين البلدين
هذه مقارنة عامة ومرجعية للدولتين:
| وجه المقارنة                                              | طاجيكستان                          | لاوس        |
| --------------------------------------------------------- | ---------------------------------- | ----------- |
| المساحة (كم2)                                             | 143.10 ألف                         | 236.80 ألف  |
| عدد السكان (نسمة)                                         | 8.92 مليون                         | 6.86 مليون  |
| الكثافة السكانية (ن./كم²)                                 | 62.33                              | 28.97       |
| العاصمة                                                   | دوشنبه                             | فيينتيان    |
| اللغة الرسمية                                             | اللغة الطاجيكية                    | اللغة اللاو |
| العملة                                                    | ساماني طاجيكي، الروبل الطاجيكستاني | كيب لاوي    |
| الناتج المحلي الإجمالي (بليون دولار)                      | 7.15 مليار                         | 16.85 مليار |
| الناتج المحلي الإجمالي (تعادل القوة الشرائية) بليون دولار | 24.03 مليار                        | 38.71 مليار |
| الناتج المحلي الإجمالي الاسمي للفرد دولار أمريكي          | 925                                | 1.82 ألف    |
| الناتج المحلي الإجمالي للفرد دولار أمريكي                 | 2.69 ألف                           |             |
| مؤشر التنمية البشرية                                      | 0.624                              | 0.575       |
| رمز المكالمات الدولي                                      | +992                               | +856        |
| رمز الإنترنت                                              | .tj                                | .la         |
| المنطقة الزمنية                                           | ت ع م+05:00                        | ت ع م+07:00 |

## منظمات دولية مشتركة
يشترك البلدان في عضوية مجموعة من المنظمات الدولية، منها:
| علم المنظمة | اسم المنظمة                        | تاريخ انضمام طاجيكستان | تاريخ انضمام لاوس |
| ----------- | ---------------------------------- | ---------------------- | ----------------- |
|             | مؤسسة التنمية الدولية              | 4 يونيو 1993           | 28 أكتوبر 1963    |
|             | مؤسسة التمويل الدولية              | 2 ديسمبر 1994          | 29 يناير 1992     |
|             | منظمة حظر الأسلحة الكيميائية       | ?                      | ?                 |
|             | الأمم المتحدة                      | 2 مارس 1992            | 14 ديسمبر 1955    |
|             | منظمة الشرطة الجنائية الدولية      | ?                      | ?                 |
|             | البنك الدولي للإنشاء والتعمير      | 4 يونيو 1993           | 5 يوليو 1961      |
|             | وكالة ضمان الاستثمار متعدد الأطراف | 9 ديسمبر 2002          | 5 أبريل 2000      |
|             | بنك التنمية الآسيوي                | 1998                   | 1966              |
|             | يونسكو                             | 6 أبريل 1993           | 9 يوليو 1951      |